# Nossa Senhora dos Prazeres
Nossa Senhora dos Prazeres é um dos títulos pelo qual a Igreja Católica venera a Virgem Maria, a Santíssima Mãe de Deus. A devoção teve origem em Portugal, no final do século XVI, e sua festa é celebrada na segunda-feira após o segundo domingo do Tempo Pascal. Os “prazeres” do título são por vezes identificados com as sete alegrias de Maria.
É sincretizada nas religiões afro-brasileiras da Bahia com a orixá Oxum juntamente com Nossa Senhora das Candeias.